# Gârdani
Gârdani è un comune della Romania di 1 624 abitanti, ubicato nel distretto di Maramureș, nella regione storica della Transilvania.
Gârdani è divenuto comune autonomo nel 2004, staccandosi dal comune di Sălsig.
Nel comune si trova il Castello Blomberg, costruito nel XIX secolo, che attualmente ospita un orfanotrofio.